# Danske Arveretsadvokater
Danske Arveretsadvokater (DAA) er en forening af advokater med cirka 260 medlemmer. Medlemmerne er specialister i arveret og dødsbobehandling, hvor der ofte indgår spørgsmål om skat og boafgift (arveafgift). Medlemskab af foreningen kan kun opnås som erhvervsdrivende advokat i Danmark. 
Danske Arveretsadvokater ledes af en bestyrelse på syv personer.
Foreningen blev grundlagt i 1997 og tilbyder løbende efteruddannelse og afholdelse af dage med erfaringsudveksling. Danske Arveretsadvokater afgiver løbende høringssvar vedrørende lovgivning om arveret.

## I pressen
I april 2015 rettede Danske Arveretsadvokater i samspil med Danske Familieadvokater kritik af den stigende selvbetjening og digitalisering af det offentlige i form af de såkaldte fremtidsfuldmagter. Advokaterne argumenterede, at mulighederne for misbrug var for store. 
I maj 2016 satte Danske Arveretsadvokater med udtalelser i BT og andre medier fokus på det store antal ugifte par i Danmark, der ikke har tegnet et testamente, og dermed ikke har styr på reglerne for at arve hinanden: En ny undersøgelse, som analyseinstituttet YouGov har foretaget for Danske Arveretsadvokater, viser, at hele 45 procent af danske ugifte samlevende ikke er berettiget til partnerens arv. 